# Viktor Blom

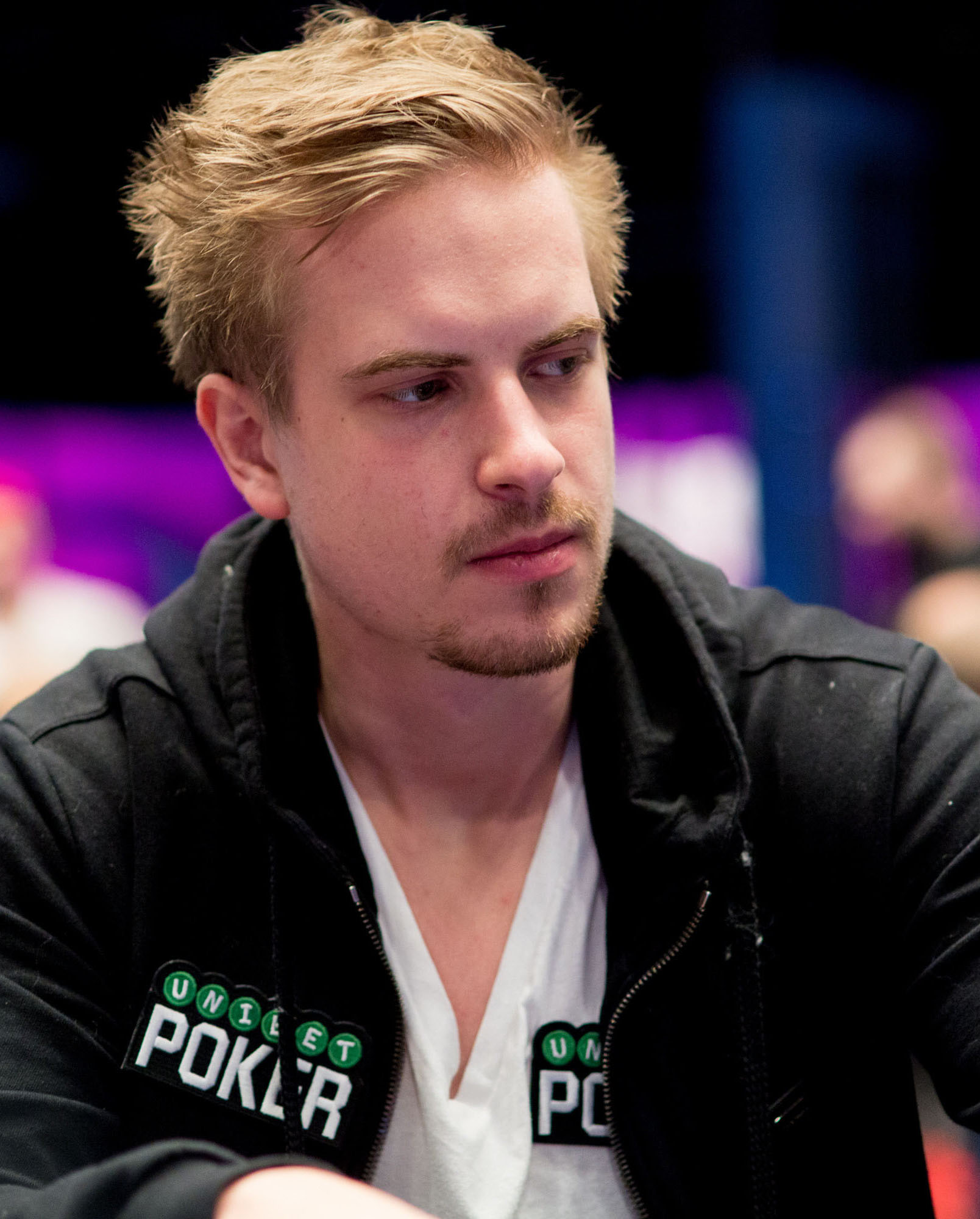
Viktor Blom, 2015.

Carl Viktor Blom, mer känd under sitt pokernamn Isildur1, född 26 september 1990 i Ed, är en svensk pokerspelare som startade sin karriär på Ipoker och Party Poker under namnet Blom90 och blom90_fan. Viktor började redan som 14-åring spela poker tillsammans med sin bror Sebastian när han var 14 år. I början hade det inte om riktiga pengar men senare satte Viktor in 50 USD på Ipoker, vilket han som 18-åring jobbade upp till ca 2000 USD på bara några veckor. En tid senare började han spela 100/200 USD heads-up och kom snabbt upp till 1,5M USD När han sedan flyttade till Full Tilt Poker tog han namnet Isildur1 och det var under detta namn han gjorde sig känd.
Det var länge okänt vem som låg bakom namnet Isildur1, men man visste det var en ung svensk. Hans identitet blev bekräftad då han ställde upp i Pokerstars Caribbean Adventure (PCA). Det hade dock talats om tidigare att Blom var Isildur1 eftersom han hade samma totalt orädda spelstil som han uppvisade under namnet Blom90, men det var någonting som förnekades av Blom själv. I PCA blev han bästa svensk, men några pengar vann han inte.
Blom vann i januari 2012 highroller-turneringen vid Pokerstars Caribbean Adventure på Bahamas. Segern gav honom 8,7 miljoner kronor.
Han vann i februari 2018 Partypoker Live Millions Germany €5,300 Main Event. Segern gav honom 850,000 euro.